# Plasa Târnova, județul Soroca
Plasa Târnova a fost o unitate administrativ-teritorială din perioada interbelică, în județul Soroca din România. Plasa a fost înființată în anul 1925, după aprobarea legii cu privire la unificarea teritorial-administrative a României și a existat până la reforma administrativă din 1929. În anul 1938 plasa Târnova a fost reînființată în componența aceluiași județ Soroca din cadrul ținutului Prut. După anexarea Basarabiei de către Uniunea Sovietică în anul 1940, plasa Târnova a fost transformată în raionul Târnova.

## Localități

### 1925-1929
| Comună             | Sate                    | Amplasarea în prezent |
| ------------------ | ----------------------- | --------------------- |
| Briceva            |                         |                       |
| Antoneni           | Antoneuca, Drochia      |                       |
| Briceva            | Briceva, Dondușeni      |                       |
| Caraiman           | Caraiman, Dondușeni     |                       |
| Codrenii-Noui      | Codrenii Noi, Dondușeni |                       |
| Elena Doamna       | Elenovca, Dondușeni     |                       |
| Ghizdita           | Fîntînița, Drochia      |                       |
| Ionești            | Ionești                 |                       |
| România-Mare       | Românești               |                       |
| Dondușeni          |                         |                       |
| Corbul             | Corbu, Dondușeni        |                       |
| Dondușenii-Gară    | Dondușeni               |                       |
| Dondușeni          | Dondușeni, Dondușeni    |                       |
| Pivniceni          | Pivniceni, Dondușeni    |                       |
| Rediu-Mare         | Rediul Mare, Dondușeni  |                       |
| Grânăuți           |                         |                       |
| Dângenii-de-Sus    | Dîngeni, Ocnița         |                       |
| Dângenii-de-Jos    | Dîngeni, Ocnița         |                       |
| Grânăuți           | Grânăuți                |                       |
| Grânăuții-din-Raia | Grinăuți-Raia, Ocnița   |                       |
| Mihăileni          | Mihăileni               |                       |
| Rujnița            | Rujnița, Ocnița         |                       |
| Mândâc             |                         |                       |
| Dragoș-Vodă        | Dragoș                  |                       |
| Drochia-Sat        | Drochia, Drochia        |                       |
| Mândâc             | Mîndîc, Drochia         |                       |
| Mihnea-Vodă        | Mihnea                  |                       |
| Moara-Nouă         | Maramonovca, Drochia    |                       |
| Șalvirii-Vechi     | Șalvirii Vechi, Drochia |                       |
| Slănina            | Slănina                 |                       |
| Plopi              |                         |                       |
| Boroseni           | Boroseni, Dondușeni     |                       |
| Elisabeta          | Elizavetovca, Dondușeni |                       |
| Plopi              | Plop, Dondușeni         |                       |
| Ruseni             |                         |                       |
| Goleni             | Goleni, Edineț          |                       |
| Ruseni             | Ruseni, Edineț          |                       |
| Slobozia           | Slobozia                |                       |
| Târnova            |                         |                       |
| Scăeni             | Scăieni, Dondușeni      |                       |
| Târnova            | Tîrnova, Dondușeni      |                       |

### 1938-1940
| Comună          | Sate                       | Amplasarea în prezent |
| --------------- | -------------------------- | --------------------- |
| Dondușeni       |                            |                       |
| Corbul          | Corbu, Dondușeni           |                       |
| Dondușeni-Gară  | Dondușeni                  |                       |
| Dondușeni-Sat   | Dondușeni, Dondușeni       |                       |
| Pivniceni       | Pivniceni, Dondușeni       |                       |
| Rediul-Mare     | Rediul Mare, Dondușeni     |                       |
| Dângenii        |                            |                       |
| Dângenii-de-Jos | Dîngeni, Ocnița            |                       |
| Dângenii-de-Sus | Dîngeni, Ocnița            |                       |
| Frasin          |                            |                       |
| Caraiman        | Caraiman, Dondușeni        |                       |
| Codrenii-Noi    | Codrenii Noi, Dondușeni    |                       |
| Frasin          | Frasin, Dondușeni          |                       |
| Scăenii de-Sus  | Scăieni, Dondușeni         |                       |
| Grânăuți        |                            |                       |
| Grânăuți        | Grinăuți-Raia, Ocnița      |                       |
| Grânăuți-Noi    | Grinăuți (Dîngeni), Ocnița |                       |
| Rujnița         | Rujnița, Ocnița            |                       |
| Mândâc          |                            |                       |
| Dragoș-Vodă     | Iliciovca, Drochia         |                       |
| Mândâc          | Mîndîc, Drochia            |                       |
| Drochia-Sat     | Drochia, Drochia           |                       |
| Slănina         | comasat cu Mîndîc          |                       |
| Moara-Nouă      |                            |                       |
| Mihnea-Vodă     | Ceapaevca, Drochia         |                       |
| Moara-Nouă      | Maramonovca                |                       |
| Șalvirii-Vechi  | Șalvirii Vechi, Drochia    |                       |
| Plopi           |                            |                       |
| Boroseni        | Boroseni                   |                       |
| Elisabeta       | Elizavetovca, Dondușeni    |                       |
| Plopi           | Plop, Dondușeni            |                       |
| Ruseni          |                            |                       |
| Cot Frumos      | Desființat                 |                       |
| Goleni          | Goleni, Edineț             |                       |
| Ruseni          | Ruseni, Edineț             |                       |
| Târnova         |                            |                       |
| Briceva         | Briceva, Dondușeni         |                       |
| Elena Doamna    | Elenovca, Dondușeni        |                       |
| Târnova         | Tîrnova, Dondușeni         |                       |
| Țaul            |                            |                       |
| Țaul            | Țaul, Dondușeni            |                       |